# Loiane Aiache
Loiane Aiache foi a terceira colocada no Miss Brasil de 1980 (representando Distrito Federal), tornando-se Miss Brasil Mundo.